# An ninh nội bộ
An ninh nội bộ là hành động duy trì hòa bình trong biên giới của một quốc gia có chủ quyền hoặc các lãnh thổ tự quản khác, nói chung bằng cách tuân thủ luật pháp quốc gia và bảo vệ trước các mối đe dọa an ninh nội bộ. Trách nhiệm về an ninh nội bộ có thể thuộc về từ cảnh sát đến các lực lượng bán quân sự, và trong những trường hợp ngoại lệ, bao gồm cả quân đội.

## Đe dọa đến an ninh nội bộ
Các mối đe dọa đối với hòa bình chung có thể bao gồm rối loạn dân sự ở mức độ thấp, bạo lực quy mô lớn hoặc thậm chí là một cuộc nổi dậy có vũ trang. Các mối đe dọa đối với an ninh nội bộ có thể nhắm vào công dân của bang, hoặc các cơ quan và cơ sở hạ tầng của chính nhà nước, và có thể bao gồm tội phạm nhỏ, tội phạm có tổ chức nghiêm trọng, bất ổn chính trị hoặc công nghiệp, hoặc thậm chí là khủng bố trong nước. Các cường quốc nước ngoài cũng có thể hoạt động như một mối đe dọa đối với an ninh nội bộ, bằng cách thực hiện hoặc tài trợ cho khủng bố hoặc nổi dậy, mà không cần phải tuyên chiến.
Trách nhiệm của chính phủ về an ninh nội bộ nói chung sẽ thuộc về một Bộ Nội vụ, thay vì một Bộ Quốc phòng. Tùy thuộc vào tiểu bang, an ninh nội bộ của tiểu bang sẽ được duy trì bởi cảnh sát bình thường hoặc lực lượng an ninh quân sự hơn (được gọi là Hiến binh hoặc theo nghĩa đen là Quân đội nội bộ).). Các cơ quan an ninh nội bộ chuyên biệt khác có thể tồn tại để tăng cường các lực lượng chính này, chẳng hạn như bộ đội biên phòng, đơn vị cảnh sát đặc biệt hoặc các khía cạnh của cơ quan tình báo của nhà nước. Ở một số quốc gia, an ninh nội bộ có thể là trách nhiệm chính của lực lượng cảnh sát mật.
Mức độ lực lượng được phép sử dụng bởi các cơ quan và lực lượng chịu trách nhiệm duy trì an ninh nội bộ có thể bao gồm từ cảnh sát không vũ trang đến các tổ chức bán quân sự được trang bị đầy đủ hoặc sử dụng một số cấp độ vũ khí ít sát thương hơn ở giữa. Đối với các tình huống bạo lực, lực lượng an ninh nội bộ có thể chứa một số yếu tố của thiết bị quân sự như xe bọc thép phi quân sự.

## Khía cạnh công lý
Tùy thuộc vào tổ chức của nhà nước, lực lượng an ninh nội bộ có thể có quyền tài phán ở cấp quốc gia hoặc liên bang. Vì khái niệm an ninh nội bộ đề cập đến thực thể của nhà nước và công dân của nó, những người đe dọa đến an ninh nội bộ có thể được coi là kẻ thù của nhà nước hoặc kẻ thù của nhân dân.
Những người bị lực lượng an ninh nội bộ giam giữ có thể bị xử lý bởi hệ thống tư pháp hình sự thông thường, hoặc đối với các tội nghiêm trọng hơn chống lại an ninh nội bộ như phản quốc, họ có thể phải đối mặt với các biện pháp đặc biệt như xét xử bí mật. Trong thời kỳ bất ổn tột độ, các hành động an ninh nội bộ có thể bao gồm các biện pháp như giam giữ không xét xử.

## Mối quan hệ với quân đội
Tùy thuộc vào bản chất của hình thức chính quyền của nhà nước cụ thể, việc thực thi an ninh nội bộ nói chung sẽ không được thực hiện bởi lực lượng quân sự của một quốc gia, với vai trò chính là phòng thủ bên ngoài, ngoại trừ trong những thời điểm bất ổn cực độ hoặc tình trạng khẩn cấp khác, không có nội chiến.. Thông thường, việc quân đội tham gia vào an ninh nội bộ bị nghiêm cấm rõ ràng hoặc bị hạn chế đối với viện trợ quân sự được phép cho lực lượng dân sự như một phần của nguyên tắc kiểm soát dân sự đối với quân đội. Trong một số trường hợp, các đơn vị đặc nhiệm quân sự có thể được đặt dưới quyền chỉ huy tạm thời của các lực lượng dân sự, đối với các tình huống an ninh nội bộ đặc biệt như hoạt động chống khủng bố.